# Spencer Schwellenbach
Spencer Drew Schwellenbach (Saginaw, Míchigan, 31 de mayo de 2000), más conocido como Spencer Schwellenbach, es un jugador profesional estadounidense de béisbol que se desempeña en la posición de lanzador en Atlanta Braves, equipo de las Grandes Ligas de Béisbol (MLB).

## Carrera
En 2024, Schwellenbach hizo su debut en la MLB con el equipo Atlanta Braves, donde lleva jugando una temporada.